# Amy Rodriguez
Amy Rodriguez (Beverly Hills, 17 de febrer de 1987) és una futbolista que juga com a migcampista al FC Kansas City de la NWSL.

## Trajectòria
Va començar la seva carrera en 2005 en els USC Trojans, de la NCAA. Aquest mateix any va debutar amb la selecció nord-americana, en la Copa d'Algarve. El seu primer gran torneig internacional van ser els Jocs Olímpics de Pekin.
En 2009 va jugar en les Boston Breakers de la WPS, i en 2010 va passar al Philadelphia Independence. En 2014 va fitxar pel FC Kansas City (NWSL).

## Palmarès
Rodriguez ha guanyat una lliga dels EUA amb el Kansas City i dos ors olímpics (Pequín i Londres) amb la selecció. També ha estat subcampiona del Mundial 2011.